# Chambray

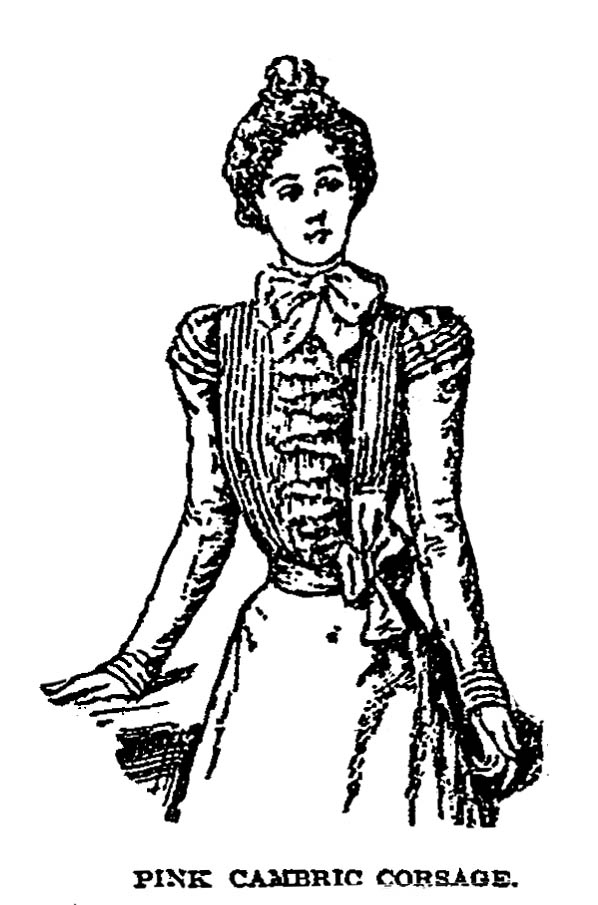
Charvet-korsett i rosa chambray (1898).

Chambray är ett tyg med varpen enfärgat kulört och en väft som alltid är vit. Varpen består av två trådar parallellt och väften av enkeltråd. Bindningstekniken är tuskaft, och materialet oftast bomull.
Vid en variant, som kallas oxford är garnet i väften grövre och samtidigt mjukare än garnet i varpen, och färgvalet friare. Oxford är i sin tur förebilden för pinpoint, som är en tunnare variant.
Dessa tyg används ofta till skjortor.